# Выбицкий, Юзеф
Юзеф Руфин Выбицкий пол. Józef Rufin Wybicki, 29 сентября 1747, с. Бендомин, Поморское воеводство, Речь Посполитая — 10 марта 1822, с. Манечки, Королевство Пруссия (ныне Сьремский повят, Великопольское воеводство, Польша) — польский политический деятель, писатель, поэт, публицист. Автор слов национального гимна Польши («Мазурка Домбровского» или «Марш Домбровского»).

## Биография
Шляхтич герба Рогаля.
Получил юридическое образование. Политическую деятельность начал в 1767 году послом (депутатом) Сейма I Речи Посполитой, на заседаниях которого резко выступал против российского посла Н. В. Репнина и всех решений принятых на этом Сейме.
Участник восстания Барской конфедерации. Деятель королевского патриотического движения, в 1776—1780 — секретарь коллектива под руководством канцлера А. И. Замойского по составлению нового кодекса польских законов.
Был инспектором Национальной комиссии по образованию, ведавшим виленскими школами. В 1778 году реформу Виленской Академии.
С 1778 по 1792 — посол (депутат) Четырёхлетнего сейма. Участник Тарговицкой конфедерации против принятия польской конституции в 1791 году.
Затем в 1794 году сражался под знаменами Т. Костюшко, принимал участие в Великопольской экспедиции под командованием генерала Я. Г. Домбровского, многолетним соратником которого Выбицкий был впоследствии. После поражения Варшавского восстания вместе с Домбровским удалился во Францию, где принял участие в формировании польских легионов.
В 1797 году сочинил «Песню Польских Легионов в Италии», известную как «Мазурка Домбровского» или «Марш Домбровского» и ставшую с 1927 года национальным гимном Польши.
Участник наполеоновских войн. В 1806 году, по приказу Наполеона, вступившего в Берлин вместе с генералом Домбровским призывал поляков к восстанию против прусских властей.
Автор опубликованной по приказу Наполеона прокламации к полякам, давшей понять, что Наполеон намерен восстановить польское государство.
Сыграл значительную роль в создании в 1807 году Варшавского герцогства, был членом Правительственной комиссии.
После поражения Наполеона занял пророссийскую ориентацию. В 1817—1820 — председатель Высшего Суда Царства Польского.
Умер в 1822 году в своем имении в Манечках.

## Творчество
Автор стихотворений, оперных либретто:
- Samnitka (1787),
- Pasterka zbłąkana, czyli obraz wojny holenderskiej,
- Kmiotek (1788),
- Polka, czyli oblężenie Trembowli (1788)
- исторических трагедий:
  - Zygmunt August,
  - Gustaw Waza (1783),
- бытовых и политических комедий:
  - Kulig (постановка 1783),
  - Mędrzec (1791),
  - Jarmark
  - Szlachcic mieszczaninem (постановка 1791),
- Патриотических писем (пол. «Listów patriotycznych») (1777—1778), мемуаров «Życie moje».

Кроме того сочинил: «Utwory dramatyczne» и «Wiersze i arietki» (изданы посмертно).

## Награды
- Орден Святого Станислава (1793),
- Орден Белого орла (1807),
- Офицер ордена Почётного легиона (1807)